# Slanke gentiaan
De slanke gentiaan (Gentianella amarella) is een eenjarige of tweejarige plant, die behoort tot de gentiaanfamilie (Gentianaceae). De soort staat op de Nederlandse Rode lijst van planten als zeer zeldzaam en matig in aantal afgenomen. In Nederland is de plant vanaf 1 januari 2017 niet meer wettelijk beschermd. De plant komt van nature voor in Europa.
De plant wordt 2-30 cm hoog. In het eerste jaar wordt een bladrozet gevormd.
De slanke gentiaan bloeit van augustus tot oktober met rood-lila, soms geelachtig witte, 1,2-1,8 cm grote, meestal vijftallige bloemen. De lancetvormige kelkslippen hebben stompe bochten tussen de slippen. De bloeiwijze is een scherm.
De vrucht is een zittende doosvrucht.
De plant komt voor op natte, matig voedselarme grond in duinvalleien en groene stranden.

## Inhoudstoffen
Belangrijke inhoudstoffen zijn bitterstoffen (gentiopikroside, amarogentine), suiker, pectine, looistof, kleurstoffen en Vitamine C.

## Namen in andere talen
- Duits: Bitterer Fransenenzian
- Engels: Bitter Gentian, Felwort
- Frans: Gentiane amère
- Fries: Lyts skieppeklokje